# Ruisseau d'en Guibaud
Le Ruisseau d'en Guibaud est une rivière du sud de la France sous-affluent du Tarn et de la Garonne.

## Géographie
De 13 km de longueur, il prend sa source sur la commune de Saint-Germain-des-Prés dans le Tarn et se jette dans l'Agout en rive gauche sur la commune de Serviès

## Départements et villes traversées
- Tarn : Saint-Germain-des-Prés, Puylaurens, Saint-Paul-Cap-de-Joux, Guitalens-L'Albarède, Serviès.

## Principaux affluents
- Ruisseau d'Ardialle: 1,3 km
- Beral d'En Alric: 7,1 km
- Rec de la Ricaudié: 1,1 km
- Rec d'En Gamel: 2,8 km